# The Unborn (film)
The Unborn är en amerikansk skräckfilm från 2009, vars amerikanska biopremiär ägde rum den 9 januari samma år. Filmen är regisserad av David S. Goyer, som även har skrivit manus. Huvudrollen spelas av Odette Yustman (numera Annable).
Filmen hade biopremiär i Sverige, av United International Pictures, den 23 januari 2009. Den släpptes 3 juli samma år på DVD.

## Handling
Filmens handling kretsar kring Casey Beldon, som börjar se skrämmande saker. Det visar sig att Casey är förföljd av en ofödd varelse från det förflutna, som gör allt i sin makt för att bli född. Hon tar kontakt med en exorcist, som hon hoppas ska kunna driva bort denna varelse. Casey blir sedan gravid med tvillingar med sin döde pojkvän Mark Hardigan.

## Rollista (i urval)
| Odette Yustman (Annable) | – Casey Beldon   |
| Meagan Good              | – Romy Marshall  |
| Gary Oldman              | – Joseph Sendak  |
| Cam Gigandet             | – Mark Hardigan  |
| James Remar              | – Gordon Beldon  |
| Jane Alexander           | – Sofi Kozma     |
| Idris Elba               | – Arthur Wyndham |
| Carla Gugino             | – Janet Beldon   |
| Atticus Shaffer          | – Matty Newton   |
| Ethan Cutkosky           | – Barto          |
| Rhys Coiro               | – Mr. Shields    |
| Rachel Brosnahan         | – Lisa           |

## Soundtrack

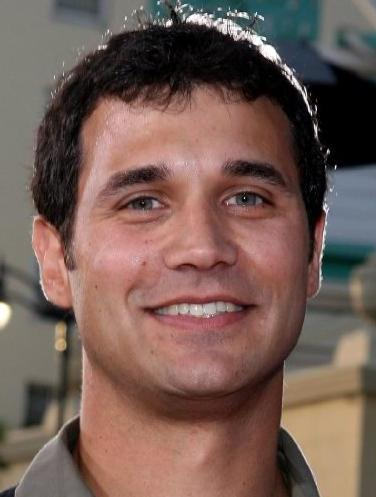
Ramin Djawadi, kompositören för filmmusiken till The Unborn.

Filmmusiken till The Unborn komponerades av Ramin Djawadi. Soundtracket till filmen släpptes sedan 24 februari 2009 via skivbolaget Lakeshore Records. Huvudstycket "The Unborn" varit populärt och har använts i andra medier.
Musiken i filmen:
| Nummer | Titel                        | Längd |
| ------ | ---------------------------- | ----- |
| 1.     | "The Unborn"                 | 4:17  |
| 2.     | "The Glove"                  | 2:07  |
| 3.     | "Jumby Wants to Be Born Now" | 1:24  |
| 4.     | "Twins"                      | 1:55  |
| 5.     | "Mom's Room"                 | 2:22  |
| 6.     | "Barto"                      | 2:12  |
| 7.     | "Possessed"                  | 3:15  |
| 8.     | "Experiments"                | 3:34  |
| 9.     | "Breakin' Mirrors"           | 2:18  |
| 10.    | "Dybbuk"                     | 1:12  |
| 11.    | "The Doorway's Open"         | 2:38  |
| 12.    | "Sophie's Letter"            | 2:18  |
| 13.    | "Medicine Cabinet"           | 1:59  |
| 14.    | "Bugs"                       | 2:01  |
| 15.    | "Book of Mirrors"            | 2:27  |
| 16.    | "Circle of Trust"            | 2:47  |
| 17.    | "Hex or Schism"              | 4:43  |
| 18.    | "Inhabit the Helpless"       | 1:13  |
| 19.    | "Sefer Ha-Marot"             | 2:49  |
| 20.    | "Casey"                      | 1:22  |